# Râul Petrimiasa
Râul Petrimiasa (în ucraineană Петріміаса/Петриминяска, transliterat: Petrimiasa/Petrîmîneaska) este un curs de apă, afluent al râului Suceava. Râul izvorăște în Ucraina și, după ce trece frontiera cu România, se varsă în râul Suceava în apropiere de localitatea Frătăuții Vechi.

## Hărți
- Harta județului Suceava